# Championnat d'Argentine de football 2024
Navigation
Saison précédente Tournoi suivant
La saison 2024 du championnat d'Argentine de football est la 95e édition de la première division professionnelle en Argentine. Vingt-huit équipes disputent la compétition et tentent de succéder à River Plate, le tenant du titre.
C'est le club de Vélez Sarsfield qui remporte le championnat pour la onzième fois et se qualifie directement pour la phase de poule de la Copa Libertadores 2025.

## Changement de clubs

### Clubs relégués
En Argentine, ce sont les deux derniers clubs du classement cumulé de la Coupe de la Ligue professionnelle argentine de football 2023 et du Championnat d'Argentine de football 2023 qui descendent vers la deuxième division,.
Lors de la saison 2023, Arsenal est le premier à être relégué. Le deuxième est Colón (Santa Fe) à la suite d'un match de relégation contre Gimnasia y Esgrima (La Plata), car ils ont terminé la saison avec le même nombre de points.
| Pos. | Relégué de Primera A 2023 |
| ---- | ------------------------- |
| 26º  | Colón (Santa Fe)          |
| 28º  | Arsenal                   |

### Clubs promus
La première promotion possible est obtenue lors d'une finale entre les deux vainqueurs de groupe de la Primera Nacional, le vainqueur est promu et le perdant reversé dans le tournoi de promotion.
Le perdant de la finale rejoint les 2e aux 8e de chaque zone dans le tournoi de promotion, dont le vainqueur monte en première division.
C'est le Deportivo Riestra qui sera le deuxième promu, le Independiente Rivadavia (Mendoza) ayant obtenu sa promotion lors de la finale du championnat.
| Pos.                       | Promus de Primera Nacional 2023   |
| -------------------------- | --------------------------------- |
| 1º zone B                  | Independiente Rivadavia (Mendoza) |
| Champion du tournoi réduit | Deportivo Riestra                 |

| \| Buenos Aires La Plata Santa Fe Mendoza Rosario Córdoba Sgo. del Estero Tucumán Junín \| Villes représentées lors de la saison 2024 |
| Buenos Aires La Plata Santa Fe Mendoza Rosario Córdoba Sgo. del Estero Tucumán Junín                                                  |

## Compétition

### Classement
| Rang | Équipe                    | Pts | J  | G  | N  | P  | Bp | Bc | Diff |
| ---- | ------------------------- | --- | -- | -- | -- | -- | -- | -- | ---- |
| 1    | Vélez Sarsfield           | 51  | 27 | 14 | 9  | 4  | 38 | 16 | +22  |
| 2    | Talleres                  | 48  | 27 | 13 | 9  | 5  | 34 | 27 | +7   |
| 3    | Racing Club               | 46  | 27 | 14 | 4  | 9  | 42 | 30 | +12  |
| 4    | Huracán                   | 46  | 27 | 12 | 10 | 5  | 28 | 18 | +10  |
| 5    | River Plate T             | 43  | 27 | 11 | 10 | 6  | 38 | 21 | +17  |
| 6    | Boca Juniors              | 42  | 27 | 11 | 9  | 7  | 30 | 23 | +7   |
| 7    | Independiente             | 40  | 27 | 9  | 13 | 5  | 25 | 17 | +8   |
| 8    | Tucumán                   | 40  | 27 | 11 | 7  | 9  | 28 | 27 | +1   |
| 9    | Unión                     | 40  | 27 | 11 | 7  | 9  | 27 | 26 | +1   |
| 10   | Platense                  | 39  | 27 | 10 | 9  | 8  | 20 | 18 | +2   |
| 11   | Independiente Rivadavia P | 38  | 27 | 10 | 8  | 9  | 23 | 25 | -2   |
| 12   | Estudiantes               | 36  | 27 | 8  | 12 | 7  | 36 | 34 | +2   |
| 13   | Instituto                 | 36  | 27 | 9  | 6  | 9  | 24 | 25 | -1   |
| 14   | Lanús                     | 36  | 27 | 10 | 6  | 11 | 28 | 31 | -3   |
| 15   | Godoy Cruz                | 35  | 27 | 8  | 11 | 8  | 31 | 28 | +3   |
| 16   | Belgrano                  | 35  | 27 | 8  | 11 | 8  | 33 | 32 | +1   |
| 17   | Deportivo Riestra P       | 35  | 27 | 8  | 11 | 8  | 26 | 27 | -1   |
| 18   | Tigre                     | 34  | 27 | 8  | 10 | 9  | 27 | 30 | -3   |
| 19   | Gimnasia y Esgrima        | 32  | 27 | 8  | 8  | 11 | 21 | 23 | -2   |
| 20   | Rosario Central           | 32  | 27 | 8  | 8  | 11 | 27 | 30 | -3   |
| 21   | Defensa y Justicia        | 32  | 27 | 7  | 11 | 9  | 27 | 33 | -6   |
| 22   | Central Córdoba           | 31  | 27 | 8  | 7  | 12 | 29 | 36 | -7   |
| 23   | Argentinos Juniors        | 30  | 27 | 8  | 6  | 13 | 22 | 28 | -6   |
| 24   | San Lorenzo               | 29  | 27 | 7  | 8  | 12 | 20 | 26 | -6   |
| 25   | Newell's Old Boys         | 28  | 27 | 7  | 7  | 13 | 22 | 35 | -13  |
| 26   | Sarmiento                 | 26  | 27 | 5  | 11 | 11 | 18 | 28 | -10  |
| 27   | Banfield                  | 24  | 27 | 5  | 9  | 13 | 22 | 36 | -14  |
| 28   | Barracas Central          | 23  | 27 | 4  | 11 | 12 | 15 | 33 | -18  |

Qualifications et promotions
- 1er : Qualification pour la phase de groupe de la Copa Libertadores 2025

### Classement cumulé
Le vainqueur de la Coupe de la Ligue professionnelle 2024 (Estudiantes (La Plata)), et le vainqueur de la Coupe d'Argentine Central Córdoba (Sgo. del Estero) sont qualifiés pour la Copa Libertadores 2025.
Les autres places sont attribuées selon un classement cumulé prenant en compte la première phase de la Coupe de la Ligue professionnelle argentine de 2024 et le championnat 2024.
| Rang | Équipe                    | Pts | J  | G  | N  | P  | Bp | Bc | Diff |
| ---- | ------------------------- | --- | -- | -- | -- | -- | -- | -- | ---- |
| 1    | Vélez Sarsfield           | 76  | 41 | 21 | 13 | 7  | 52 | 29 | +23  |
| 2    | Talleres                  | 72  | 41 | 19 | 15 | 7  | 58 | 43 | +15  |
| 3    | River Plate T             | 70  | 41 | 18 | 16 | 7  | 64 | 31 | +33  |
| 4    | Racing Club               | 70  | 41 | 21 | 7  | 13 | 66 | 41 | +25  |
| 5    | Boca Juniors              | 67  | 41 | 18 | 13 | 10 | 50 | 35 | +15  |
| 6    | Godoy Cruz                | 64  | 41 | 17 | 13 | 11 | 47 | 34 | +13  |
| 7    | Estudiantes L             | 63  | 41 | 16 | 15 | 10 | 55 | 30 | +25  |
| 8    | Independiente             | 63  | 41 | 15 | 18 | 8  | 39 | 27 | +12  |
| 9    | Huracán                   | 62  | 41 | 16 | 14 | 11 | 40 | 30 | +10  |
| 10   | Unión                     | 60  | 41 | 16 | 12 | 13 | 43 | 40 | +3   |
| 11   | Lanús                     | 59  | 41 | 15 | 14 | 12 | 48 | 45 | +3   |
| 12   | Defensa y Justicia        | 58  | 41 | 14 | 16 | 11 | 44 | 46 | -2   |
| 13   | Platense                  | 57  | 41 | 14 | 15 | 12 | 30 | 32 | -2   |
| 14   | Argentinos Juniors        | 56  | 41 | 15 | 11 | 15 | 47 | 42 | +5   |
| 15   | Instituto                 | 53  | 41 | 15 | 8  | 18 | 50 | 48 | +2   |
| 16   | Tucumán                   | 50  | 41 | 12 | 14 | 15 | 36 | 50 | -14  |
| 17   | Belgrano                  | 49  | 41 | 11 | 16 | 14 | 52 | 53 | -1   |
| 18   | Newell's Old Boys         | 49  | 41 | 11 | 16 | 14 | 35 | 48 | -13  |
| 19   | Barracas Central          | 49  | 41 | 13 | 10 | 18 | 35 | 50 | -15  |
| 20   | Gimnasia y Esgrima        | 48  | 41 | 13 | 9  | 19 | 39 | 46 | -7   |
| 21   | Deportivo Riestra P       | 48  | 41 | 11 | 15 | 15 | 34 | 43 | -9   |
| 22   | Rosario Central           | 47  | 41 | 12 | 11 | 13 | 37 | 48 | -11  |
| 23   | Independiente Rivadavia P | 46  | 41 | 12 | 10 | 19 | 36 | 50 | -14  |
| 24   | San Lorenzo               | 45  | 41 | 10 | 15 | 16 | 30 | 40 | -10  |
| 25   | Central Córdoba C         | 42  | 41 | 10 | 12 | 19 | 39 | 56 | -17  |
| 26   | Banfield                  | 41  | 41 | 9  | 14 | 18 | 36 | 51 | -15  |
| 27   | Tigre                     | 39  | 41 | 9  | 12 | 20 | 34 | 55 | -21  |
| 28   | Sarmiento                 | 35  | 41 | 7  | 14 | 20 | 27 | 47 | -20  |

Qualifications et relégation
- Qualification pour la phase de groupe de la Copa Libertadores 2025
- Qualification pour le 2e tour qualificatif de la Copa Libertadores 2025
- Qualification pour le 1er tour de la Copa Sudamericana 2025

Abréviations
- T : Tenant du titre
- C : Vainqueur de la Copa Argentina
- L : Vainqueur de la Copa de la Liga Profesional 2024
- P : Club promu de Primera B Nacional

### Relégation
À la suite de la décision de l'AFA d'augmenter le nombre de clubs de 28 à 30 pour la prochaine saison, la relégation à la Primera Nacional est suspendue. 